# Мокеевка
Мокеевка — деревня в Селивановском районе Владимирской области России, входит в состав Чертковского сельского поселения.

## География
Деревня расположена в 17 км на северо-запад от центра поселения деревни Чертково и в 18 км на северо-восток от райцентра — Красной Горбатки.

## История
В конце XIX — начале XX века деревня входила в состав Больше-Григоровской волости Судогодского уезда, с 1926 года — в составе Вязниковского уезда. В 1859 году в деревне числилось 34 дворов, в 1905 году — 60 дворов, в 1926 году — 81 дворов.
С 1929 года деревня входила в состав Гостининского сельсовета Селивановского района, с 1954 года — в составе Надеждинского сельсовета, с 2005 года — в составе Чертковского сельского поселения.

## Население
| 1859 | 1905 | 1926 | 2002 | 2010 | 2021 |
| ---- | ---- | ---- | ---- | ---- | ---- |
| 272  | ↗324 | ↗370 | ↘0   | →0   | ↗5   |